# Boise (Idaho)
Boise (ejtsd: bojszi) az Amerikai Egyesült Államok Idaho államának fővárosa és egyben legnépesebb települése is. Itt található az állam közigazgatási központja. A város az állam Ada nevű megyéjében fekszik.

## Történelem
A Fort Boise nevű település 64 kilométerre volt nyugatra a mai településtől, az oregoni határ mentén. Az itt található erődöt az 1850-es években elhagyták, de az amerikai hadsereg a polgárháború idején, 1863-ban új erődöt hozott létre, ami gyorsan fejlődött. 1864-ben város lett. Idaho fővárosa 1865-ig Lewiston volt, majd ebben az évben Boise lett az állam központja.

## Gazdaság
A város több nagyvállalat központja (Micron Technology és a megszűnt Washington Group International). A városban egyre jelentősebb a számítástechnikai ipar szerepe.

## Oktatás
Boise-ban több egyetem működik, többek között a Boise State University, a George Fox University, valamint a Boise Bible College nevű vallási főiskola.

## Kultúra
Boise-ban mintegy 15 000 fős baszk közösség van, a legnagyobb az Egyesült Államokban, és a negyedik legnagyobb a világon (Baszkföld, Argentína és Venezuela után). A baszk közösség minden ötödik évben megrendezi a Jaialdi fesztivált.
Boise a térség jazzközpontja is. Minden tavasszal megrendezik a Gene Harris Jazz Fesztivált. A város több múzeumnak (Boise Art Museum, Idaho Historical Museum, Basque Museum, Cultural Center, Idaho Black History Museum), valamint színháznak ad otthont.

## Testvértelepülés
- – Guernica, Spanyolország

## Közlekedés
Repülőtere a Boise Repülőtér. Több jelentős főútvonal is átszeli a várost.

## Fordítás
Ez a szócikk részben vagy egészben  a   Boise, Idaho című angol Wikipédia-szócikk fordításán alapul.  Az eredeti cikk szerkesztőit annak laptörténete sorolja fel. Ez a jelzés csupán a megfogalmazás eredetét és a szerzői jogokat jelzi, nem szolgál a cikkben szereplő információk forrásmegjelöléseként.